# Elasmus munnarus
Elasmus munnarus är en stekelart som beskrevs av Mani och Saraswat 1972. Elasmus munnarus ingår i släktet Elasmus och familjen finglanssteklar. Inga underarter finns listade i Catalogue of Life.